# 陶沙 (1936年)
陶沙（1936年10月—2020年1月27日），男，原名芮维平，湖南常德人，中国汉字信息处理专家。中国人民大学文学院教授。

## 生平
1936年出生于湖南省常德县武陵镇郭家铺村芮家河。1949年就读于常德师范学校，1953年就读于桃源师范学校。1956年考入北京师范大学中国语言文学系。1960年毕业后被分配至北京外国语学校担任助教。1978年调入中国人民大学任教。历任讲师、副教授、教授，长期担任汉字信息处理研究室主任，校学术委员会委员，校学位委员会委员和校职称评定组成员。是中国中文信息学会理事、中国计算机学会中文信息技术专业委员会副主任、中国文献信息速记学会副理事长，北京市政协第八届委员、第九届常委，中华全国总工会十二大和十三大代表。1993年获全国优秀教师称号。2003年退休。2020年1月27日7时55分在北京逝世，享年84岁。

## 贡献
1985年主持制定的《中华人民共和国国家标准 信息交换用汉字编码字符集 基本集》获国家科技进步一等奖。代表性论文《现代汉语词语频度统计工程》《现代汉语计量研究》《计算机汉字信息处理》《汉字键盘输入技术》《人脑电脑汉字》等。